# Carson Foster
Carson Foster, född 26 oktober 2001, är en amerikansk simmare.

## Karriär
I juni 2022 vid VM i Budapest tog Foster silver på både 200 och 400 meter medley. Han var även en del av USA:s kapplag som tog guld på 4×200 meter frisim.
I februari 2024 vid VM i Doha tog Foster silver på 200 meter medley samt var en del av USA:s kapplag som tog brons på både 4×100 meter frisim och 4×200 meter frisim.